# Bruinrode gaasvlieg
De bruinrode gaasvlieg (Nothochrysa capitata) is een insect uit de familie van de gaasvliegen (Chrysopidae), die tot de orde netvleugeligen (Neuroptera) behoort. Nothochrysa capitata is voor het eerst wetenschappelijk beschreven door Fabricius in 1793.

## Voortplanting en ontwikkeling
Deze soort zet eieren af op lange dunne steeltjes, om ze zo te beschermen tegen aanvallen van mieren en andere aanvallers.

## Verspreiding en leefgebied
Deze soort komt voor in Europa.